# Michel de Montaigne
Michel Eyquem de Montaigne (Bordeaux, 28 febbraio 1533 – Saint-Michel-de-Montaigne, 13 settembre 1592) è stato un filosofo, scrittore e politico francese, noto anche come aforista.
Tra i filosofi più celebri del Rinascimento francese, la sua produzione è caratterizzata dalla fusione di aneddoti casuali e della propria autobiografia con riflessioni intellettuali.

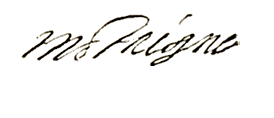
Firma di Montaigne

## Biografia
Montaigne nacque da una famiglia di mercanti di Bordeaux nobilitata due generazioni prima. Il suo bisnonno, Ramon Eyquem, nel 1477, aveva acquistato un castello del XIV secolo a Saint-Michel-de-Montaigne, nel Périgord, e in questo modo acquisì il titolo di Seigneur de Montaigne, che trasmise a figli e nipoti.
Tra costoro, Pierre Eyquem fu il primo a installarsi in modo permanente nel castello, che fece ristrutturare e fortificare. Aveva combattuto in Italia e sposato nel 1528 Antoinette de Louppes, di origini marrane, figlia di un mercante di Tolosa. Pierre Eyquem ricevette il titolo nobiliare nel 1511 e fu eletto sindaco della stessa Bordeaux nel 1554.
Michel fu il primo figlio della coppia a sopravvivere, e divenne il maggiore di sette tra fratelli e sorelle. Suo padre gli offrì un'educazione secondo i principi dell'umanesimo del XVI secolo. Secondo lo stesso Montaigne, fu inviato a balia in un povero villaggio perché si abituasse «al modo di vivere più umile e comune» (Saggi, III, 13). Ritornò al castello all'età di tre anni, e gli fu dato come precettore un medico tedesco di nome Hortanus, che ebbe ordine di parlargli solo in latino, come anche il resto della famiglia. A tredici anni Michel, conoscendo solo il latino, è inviato al collegio della Guyenne a Bordeaux, luogo insigne dell'umanesimo bordolese, dove impara il francese, il greco antico, la retorica e il teatro.
Non si sa se fu a Tolosa o a Parigi che compì, probabilmente tra il 1546 e il 1554, gli studi di diritto indispensabili alle sue attività future. Nel 1557 divenne consigliere alla "Cour des Aides" (Corte degli Aiuti) di Périgueux che fu in seguito unita al Parlamento di Bordeaux. Lì esercitò le sue funzioni per tredici anni, con diverse missioni alla corte di Francia. Dal 1561 al 1563 fece parte della corte di Carlo IX.
Nel 1558 incontrò Étienne de La Boétie, suo collega in parlamento, di tre anni più anziano, con cui strinse un'affettuosa e intensa amicizia e del cui pensiero, intriso di stoicismo, subì l'influenza.
Il 23 settembre 1565 sposò Françoise de La Chassaigne, più giovane di dodici anni, figlia di Joseph de La Chassaigne (1515-1572), signore di Javerlhac, consigliere del re e presidente del Parlamento di Bordeaux nel 1569.  Con Françoise ebbe sei figlie, di cui sopravvisse la sola Léonor de Montaigne. Sembra che il matrimonio non avesse una grande importanza nella vita affettiva di Montaigne; i coniugi dormivano separati, cosa frequente all'epoca, e Montaigne, preso da altre attività, lasciava volentieri la gestione delle sue proprietà alla moglie.
Lo segnò profondamente invece la sua amicizia con Étienne de La Boétie, iniziata nel 1558. La prematura morte dell'amico, quattro anni dopo, lasciò un vuoto incolmabile in Montaigne, come risulta dalle espressioni commoventi contenute nel saggio De l'amitié:
Nel 1568 morì il padre, a cui Michel era stato molto legato.
La prima opera pubblicata da Montaigne, composta per adempiere a un desiderio del padre, fu la traduzione dal latino dell'opera postuma di Raymond Sebond (1435-1486),   Theologia naturalis, sive liber creaturarum (seconda edizione del 1488), col titolo La théologie naturelle de Raymon Sebon (1569).

### Il ritiro a vita privata e la stesura dei "Saggi"
Dal 1570, ritiratosi nelle sue terre, si dedicò agli studi e alla meditazione.
Ammiratore di Virgilio e di Cicerone, come si conviene a un umanista, scelse l'uomo, e sé stesso in particolare, come oggetto di studio nella sua opera principale, i Saggi, a cui lavora a partire dal 1571. Commentando i classici, come Plutarco, Seneca e Lucrezio, Montaigne analizzò la condizione umana e la quotidianità, con una rara capacità d'introspezione libera da pregiudizi. Il suo progetto era quello di togliere le maschere e gli artifici per rivelare il vero sé.
Opera senza precedenti per sincerità e introspezione, è il ritratto di uno scettico per il quale sono da condannare le dottrine troppo rigide e le certezze cieche. I Saggi si possono considerare come esperimenti nel campo dei costumi e della morale, oltre che tentativi di autoanalisi, e la loro influenza fu molto ampia sulla filosofia francese e occidentale.
I Saggi sono un brouillard, un insieme non ordinato di pensieri informi. Sono frutto di un lavoro solitario e corrispondono ad un libro in movimento, proprio perché vennero pubblicate diverse edizioni. Montaigne dimostra di conoscere le intere opere degli autori che menziona, discutendone le citazioni e formulando un pensiero peculiare. Inoltre, egli è interessato a seguire l'Io nelle sue mutazioni, nel suo vagabondaggio interiore, un Io molteplice e non simile a sé stesso, ma contenente moltitudine e mutamento.
I Saggi non sono diacronici, non seguono una cronologia ben definita, proprio perché Montaigne è più interessato allo stato d'animo in continuo movimento piuttosto che alla storia. È fedele al suo modo di raccontare l'Io, malgrado le cospicue contraddizioni presenti all'interno dell'opera, poiché per il filosofo francese le contraddizioni sono il motore di tutte le nostre azioni, tant'è che non sono presenti correzioni nei Saggi, al massimo aggiunte.
È presente anche una dedica al lettore, dove Montaigne afferma che il suo è un “libro sincero”. Non l'ha scritto per gloria o compiacenza, ma per scopo privato, dedicandolo ad amici e parenti cosicché una volta morto possano ricordarlo per le sue qualità ed i suoi difetti. Egli si racconta precisamente come è ed evoca l'immagine della nudità, perché nudo è l'Io che viene narrato e discusso.
Durante le guerre di religione, Montaigne, cattolico, agì come moderatore, rispettato sia dal cattolico Enrico III che dal protestante Enrico di Navarra, a cui lo legava una solida amicizia. Nel 1577, quest'ultimo, diventato re di Navarra, lo nominò gentilhomme de sa Chambre.

#### L'inclusione nell'Indice dei libri proibiti
Durante un viaggio di de Montaigne a Roma nel 1580, giunto alla dogana, gli ispettori perquisirono i suoi bauli e sequestrarono tutti i libri che vi trovarono, compresa una copia dei Saggi. L'opera di de Montaigne fu esaminata dai collaboratori del Maestro del sacro palazzo apostolico, il domenicano Fabri da Lucca, che attuarono le prime censure compilate tra il 1580 e il 1581, e in seguito comunicate dallo stesso Fabri da Lucca a de Montaigne, affinché ne tenesse conto nelle future edizioni dei Saggi. De Montaigne annotò sul suo diario di non essere stato avvertito di tanto rigorose procedure, di trovarle inusitate rispetto ad altre città d'Italia, di non comprendere i criteri della censura romana, e aggiunse di attendersi una lunga inchiesta.
Tra i motivi delle censure fu incluso lo scetticismo di Montaigne nei confronti di miracoli, visioni, incantesimi e altre credenze di tipo soprannaturale, compresa la stregoneria, che erano oggetto di diffusa convinzione presso i suoi contemporanei. Secondo Montaigne era necessario ricorrere alle spiegazioni mediche, riguardo ai fenomeni di presunta stregoneria, e somministrare terapie per sofferenze mentali a persone psichicamente turbate, piuttosto che accendere roghi per bruciare pretesi servi del maligno. Inoltre gli fu contestato di aver fatto largo uso del termine "fortuna" (termine ritenuto pregno di determinismo astrale); di ritenere crudeltà le esecuzioni capitali in cui si ecceda nel tormento del condannato; e di aver lodato i meriti letterari e poetici di autori eretici (in particolare Teodoro di Beza), che secondo Montaigne avrebbero dovuto essere riconosciuti indipendentemente dalle posizioni religiose dell'autore.
Le edizioni successive dei Saggi, espurgate secondo le indicazioni del domenicano Fabri da Lucca, non furono incluse negli Indici dei libri proibiti successivi, ma l'opera di de Montaigne ricevette una condanna definitiva il 28 gennaio 1676, emessa dalla Congregazione dell'Indice dei libri proibiti e protrattasi sino al 1966, che comportava la proibizione dell'opera in qualunque lingua fosse scritta. Il documento di condanna, redatto dal francescano Antonio Gillius, denunciava i Saggi come opera gravemente pericolosa, poiché molto sospetta di eresia, e corruttiva dei buoni costumi, in forza del suo carattere licenzioso ed empio.
I Saggi furono condannati anche dalle autorità calviniste a Ginevra nel 1602, che attraverso il teologo Simon Goulart dapprima censurarono il testo e in seguito lo proibirono definitivamente come opera che formava gli uomini all'ateismo.

### Un diario di viaggio

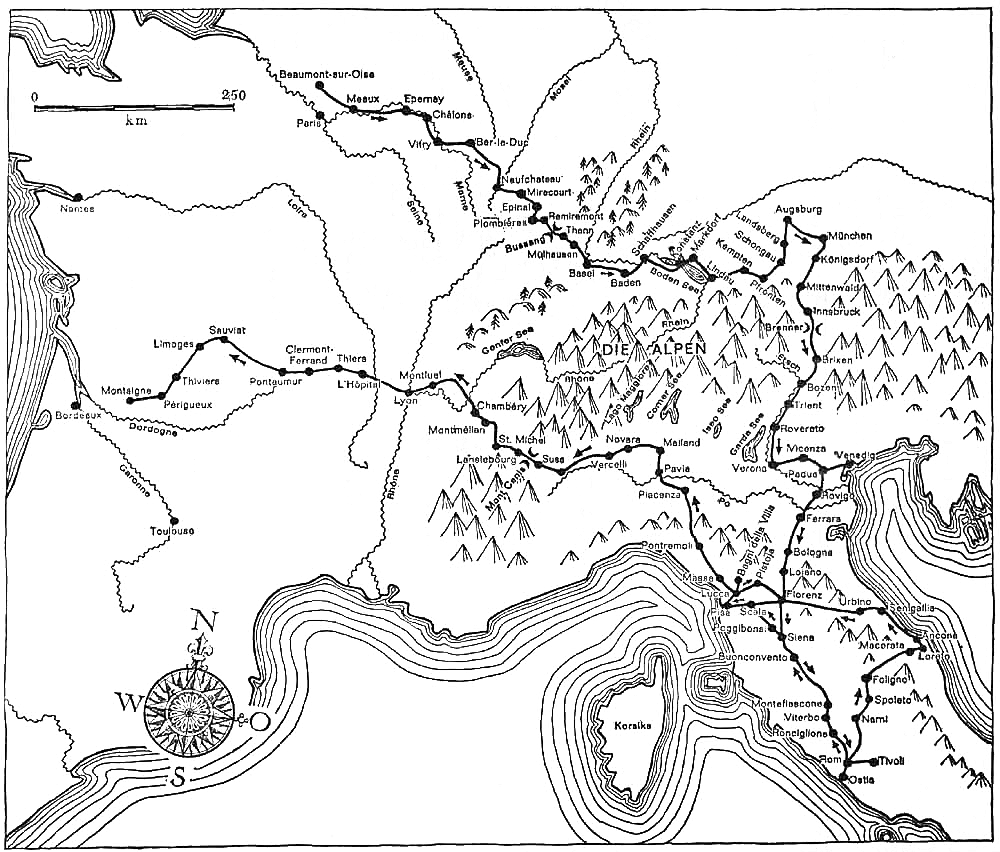
L'itinerario del viaggio in Italia di Michel de Montaigne 1580-1581

Nel 1580 e nel 1581 effettuò un lungo viaggio in Francia, Svizzera, Germania ed Italia, nella speranza di trovare beneficio nelle acque termali per combattere la calcolosi renale di cui soffriva. Dopo aver sostato brevemente a Verona ed a Venezia, fu a Roma, dove rimase fino all'aprile del 1581, ricevuto con tutti gli onori. A maggio ripartì e visitò più approfonditamente la Toscana (passando per le Marche dove fu impressionato favorevolmente dalla città di Macerata), che aveva già attraversato nell'autunno dell'anno precedente. Rimase impressionato anche da Empoli, Lucca, Pistoia e altri centri minori, ma non da Firenze che trovò incomparabilmente meno bella di Venezia. Si trattenne lungamente a Bagni di Lucca, per sottoporsi alla cura delle acque.
A settembre dello stesso anno, ebbe notizia della sua nomina a sindaco di Bordeaux e prese la via del ritorno. Le annotazioni sul lungo viaggio furono da lui raccolte nel Journal du voyage en Italie par la Suisse et l'Allemagne - Diario del viaggio in Italia attraverso la Svizzera e la Germania - pubblicato soltanto due secoli dopo, nel 1774 con il titolo Journal du Voyage de Michel de Montaigne en Italie, par la Suisse et l'Allemagne, en 1580 et 1581. Si tratta di un libro contenente varie notizie sull'Italia (usi, costumi, tradizioni).

### Ritorno alla vita politica
Rientrato in patria, il filosofo svolse con competenza il suo biennio di sindaco, e venne rieletto per altri due anni. In quest'ultimo periodo, ebbe modo di dimostrarsi abile diplomatico, mediando fra il capo protestante Enrico di Navarra (futuro re col nome di Enrico IV), il capo cattolico Enrico di Guisa ed il maresciallo de Matignon, al fine di evitare che la città di Bordeaux venisse coinvolta nella guerra civile scoppiata nel 1584 a seguito della morte dell'erede designato duca d'Angiò.
Alla scadenza del mandato (1585), nella regione di Bordeaux scoppiò un'epidemia di peste. Montaigne dovette allontanarsi dalle sue terre, e passata l'epidemia, si ritirò nel suo castello ed iniziò l'elaborazione del terzo libro dei Saggi, che sarebbe stato pubblicato nel 1588.

### La Tour de la librairie
La Tour de la librairie ("torre della biblioteca"), al terzo piano della quale Montaigne si ritirava ad elaborare i suoi lavori letterari, era un edificio cilindrico, e resta ancor oggi l'unica parte conservata del Castello di Montaigne a Saint-Michel-de-Montaigne.
Nel 1587 fu assalito e derubato in viaggio verso Parigi, ed arrivato nella città, venne imprigionato per qualche ora, in seguito ai tumulti scoppiati.  Nel 1588 il filosofo conobbe Marie de Gournay, un'appassionata ammiratrice delle sue opere.
La morte lo sorprese nel 1592, mentre lavorava ai suoi Saggi. La ricchezza e la varietà di esperienze della sua vita ed il ruolo importante ricoperto danno un valore particolare alle sue osservazioni psicologiche ed alle sue riflessioni morali.

## Pensiero

### L'importanza del pensiero di Montaigne

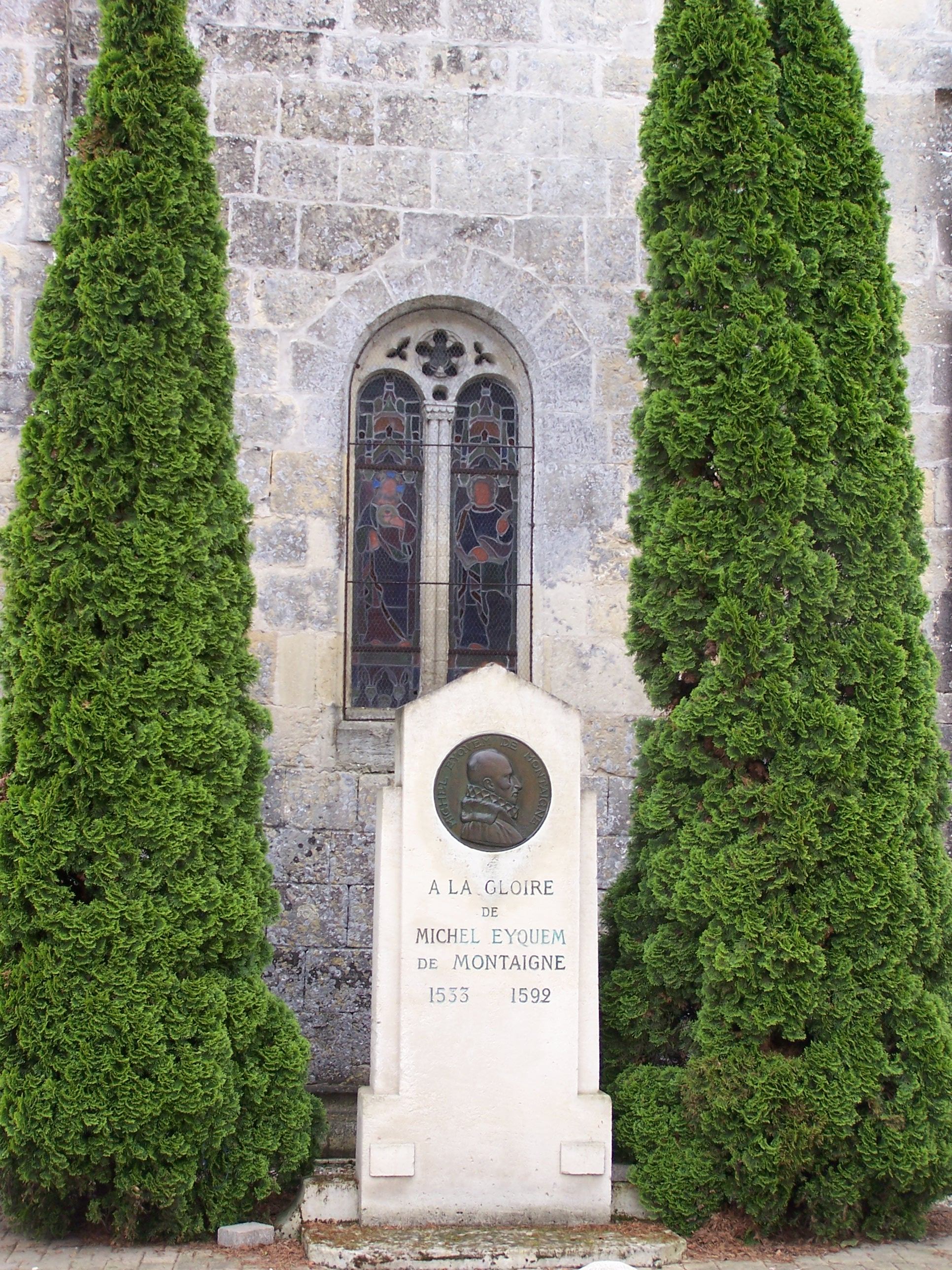
Stele in memoria di Montaigne a Saint-Michel-de-Montaigne, Dordogna, Francia

La filosofia montaignana vuole far uscire la mente dal sonno dogmatico, dalle catene dell'autorità che impediscono un corretto esercizio dell'intelletto, dagli idola della modernità e dal loro universalismo, facendo cadere la maschera ed accogliendo la tolleranza ed il pluralismo. È un pensiero che dichiara di odiare ogni forma di tirannia, che adotta lo scetticismo come arma distruttiva e che elogia il principio di contraddizione, rinunciando così alla infantile pretesa di una philosophia perennis, ovvero di certezze assolute e indiscutibili. La filosofia che Montaigne esperisce è, contro ogni forma di razionalismo assoluto, filosofia della contraddizione perché la verità stessa è contraddizione, proliferazione di forme prodotte dalla natura, continua inventio e dispositio immaginative, passato-futuro che attende ancora la filosofia. In un noto passo di Des coches, Montaigne afferma che «Noi non procediamo, vagabondiamo piuttosto, e giriamo qua e là. Passeggiamo sui nostri passi». Emerge così lo scetticismo metodico e non nichilista, che mette alla prova lo scetticismo con lo scetticismo stesso e risolve la contraddizione scettica con il “Que sais-je?”, integrandolo con altre domande che permettono a Montaigne di distanziarsi dallo scetticismo classico: che cosa devo dire, che cosa devo fare e cosa posso sperare?
Con questa arma, il filosofo francese attua un'importante opera di decostruzione della metafisica classica, propedeutica di altre decostruzioni che avrebbero definito un nuovo rapporto tra filosofia e teologia, la prima senza dubbio più utile della seconda. Secondo Montaigne, la dimensione più autentica della filosofia è quella della saggezza, che insegna come vivere per essere felici ed in equilibrio con sé stessi.
Ma come può la ragione scettica trarre queste conclusioni? Sesto Empirico, filosofo scettico greco, richiama un interessante aneddoto secondo cui il pittore Apelle, non riuscendo a dipingere la schiuma proveniente dalla bocca di un cavallo, gettò la spugna intrisa di colori contro la tela e la spugna vi lasciò un'impronta che sembrava proprio schiuma. E proprio come con la rinuncia Apelle ottenne il suo scopo, così gli scettici devono comportarsi allo stesso modo per quanto riguarda la ricerca della verità, ossia sospendendo il giudizio e giungendo alla tranquillità assoluta. Ovviamente la soluzione di Montaigne è più articolata, arricchita di venature sofistiche, epicuree e stoiche, ma se l'uomo è misero, allora bisogna cogliere il senso di questa miseria; se è limitato, bisogna cogliere il senso di questa limitazione; se è mediocre, bisogna cogliere il senso di questa mediocrità. Ma se capiremo questo, capiremo di conseguenza che la grandezza dell'uomo sta proprio nella sua mediocrità. Inoltre, è evidente che gli uomini non sono tutti uguali fra di loro, cosicché bisogna che ciascuno si costruisca una saggezza a propria misura, non essendo possibile stabilire i medesimi principi per tutti. Ciascuno non può essere saggio se non della propria saggezza; il saggio deve saper dire sì alla vita, imparando ad accettarla e amarla così com'è.
Lo scopo dichiarato della sua opera è "descrivere l'uomo, e più particolarmente sé stesso".
"L'argomento del mio libro sono io" scriverà nelle prime pagine dei Saggi, ed in essi parlerà a lungo delle sue caratteristiche fisiche, del suo temperamento, dei suoi sentimenti, delle sue idee e degli avvenimenti della sua vita. Il suo fine è quello di conoscersi e di conquistare la saggezza. Il sentimento di una vita pienamente accettata e quindi goduta, la serena attesa della morte, considerata un evento naturale da attendere senza timore, rendono questo libro estremamente umano.
Montaigne stima che la variabilità e l'incostanza sono due delle sue caratteristiche principali. Egli descrive la sua debole memoria, la sua capacità di sciogliere i conflitti senza farvisi implicare emotivamente, il suo disgusto per gli uomini che inseguono la celebrità e i suoi tentativi per distaccarsi dalle cose del mondo per prepararsi alla morte. Il suo celebre motto: "Che cosa conosco?" appare come il punto di partenza di tutto il suo pensiero filosofico.
L'opera del filosofo dà al lettore l'impressione che l'attività pubblica abbia impegnato l'autore esclusivamente nel tempo libero, mentre la sola cosa essenziale per Montaigne rimane la conoscenza di sé e la ricerca della saggezza. Nei Saggi viene raffigurato un uomo in tutta la sua complessità, consapevole delle sue contraddizioni, animato da due sole passioni: la verità e la libertà.
Il filosofo fu tra i pionieri del pensiero moderno. Studiando sé stesso, giunse all'accettazione della vita con tutte le sue contraddizioni. La condizione umana ideale è per Montaigne l'accettazione di sé stessi e degli altri con tutti i difetti e con tutti gli errori che la natura umana comporta. Gli ultimi anni dello scrittore furono confortati dall'affettuosa presenza di Marie de Gournay, che egli volle come figlia adottiva. E fu proprio Maria a curare - insieme a Pierre de Brach - un'edizione delle opere di Montaigne, apparsa postuma nel 1595.
L'influenza dello scrittore è stata grandissima per tutta la letteratura europea. I Saggi sono considerati una delle opere più significative ed originali del rinascimento. Sostanzialmente sono brani di varia lunghezza, struttura, soggetto ed umore. Taluni sono di estrema brevità, mentre altri - più estesi - affrontano problemi specifici di quel tempo come, ad esempio, l'uso della tortura come mezzo di prova.
Lo stile di Montaigne è allegro e spregiudicato: passa velocemente da un pensiero all'altro. Le sue considerazioni sono costantemente puntellate con citazioni di classici greci e latini. Giustifica questa abitudine con l'inutilità di "ridire peggio qualcosa che un altro è riuscito a dire meglio prima".
Mostra la sua avversione per la violenza e per i conflitti fratricidi tra cattolici e protestanti che avevano cominciato a massacrarsi nello stesso periodo in cui appariva il Rinascimento, deludendo le speranze che gli umanisti avevano riposto in esso. Per Montaigne, bisogna evitare la riduzione della complessità a opposizioni nette, all'obbligo di schierarsi, e privilegiare la ritirata scettica come risposta al fanatismo.
(Stefan Zweig, «le Monde d'hier — Souvenirs d'un Européen», trad. de Serge Niémetz, Belfond, p. 534)
Gli umanisti avevano creduto di ritrovare nel Nuovo Mondo l'Eden, mentre Montaigne deplora che la sua conquista porti sofferenze a coloro che si tenta di ridurre in schiavitù. Egli provava più orrore per la tortura che i suoi simili infliggevano a degli esseri viventi che per il cannibalismo di quegli Indiani d'America che si chiamavano "selvaggi", e che ammirava per il privilegio che riservavano al loro capo di "marciare verso la guerra per primo".
Come molti uomini del suo tempo (Erasmo, Tommaso Moro, Guillaume Budé) Montaigne constatava un relativismo culturale, riconoscendo che le leggi, le morali e le religioni delle differenti culture, anche se spesso molto diverse e distanti, hanno tutte qualche fondamento.
Soprattutto Montaigne è un grande sostenitore dell'umanesimo. Se crede in Dio, si sottrae a qualsiasi speculazione sulla sua natura, e poiché il sé si manifesta nelle contraddizioni e nelle variazioni, pensa che debba essere spogliato delle credenze e dei pregiudizi che l'impacciano.

### Scetticismo e animalismo
Gli scritti di Montaigne sono contrassegnati da un pessimismo e da uno scetticismo rari al tempo del Rinascimento. Citando il caso di Martin Guerre, egli pensa che l'umanità non possa raggiungere la certezza e rigetta le proposizioni assolute e generali. Secondo Montaigne, non possiamo prestare fede ai nostri ragionamenti perché i pensieri ci appaiono senza atto di volontà: non sono in nostro controllo. Perciò, nella Apologia di Raymond Sebond, egli afferma che noi non abbiamo ragione di sentirci superiori agli animali.
D'altra parte, l'affermazione che l'uomo non è superiore agli animali non è unicamente strumentale alla demolizione delle certezze della ragione. Montaigne, così come tocca il tema della schiavitù ribaltando e negando la tesi aristotelica dello "schiavo naturale", ribalta anche la tradizionale concezione antropocentrica che pone l'uomo al vertice della natura e – ispirandosi alle critiche di Plutarco alle crudeltà sugli animali – nega che l'uomo abbia il diritto di opprimere gli animali, dato che essi, come lui, soffrono e provano sentimenti. Inoltre Montaigne deplora, nel saggio Della crudeltà, la barbarie della caccia, esprimendo la sua compassione nei confronti degli animali innocenti e senza difese verso i quali, anziché esercitare una «sovranità immaginaria», l'uomo dovrebbe riconoscere un dovere di rispetto.

### L'Educazione
Montaigne dedica particolare attenzione all'educazione e alla pedagogia, come illustrato anche nel capitolo ventiseiesimo del primo libro dei Saggi. Secondo il filosofo francese, la pedagogia ha il compito più difficile, perché per allevare i neonati ci vuole molta scienza. Sembra che seguire e farsi guidare dalla natura sia la via maestra, ma non è facile riconoscere nei bambini le indicazioni naturali: «I piccoli degli orsi, dei cani, rivelano chiaramente la loro inclinazione naturale. Ma gli uomini, immergendosi immediatamente fra usanze, opinioni, leggi, mutano o si mascherano facilmente». Dunque è difficile distinguere cosa è naturale nei bambini, e l'occasione per Montaigne di parlarne gli viene offerta dalla prima maternità dell'aristocratica Charlotte Diane de Foix, contessa di Gurson e alla quale si rivolge idealmente. Dopo aver indugiato sulla propria formazione che, secondo lui, gli ha fornito i rudimenti di tutti i saperi senza aver attecchito vera conoscenza, Montaigne esprime la propria opinione affermando che l'educazione del fanciullo ha un ruolo importante nella vita di ogni essere umano. Bisogna affiancare ad esso un maestro dall'animo nobile e forte affinché lo guidi e non riempia la sua testa di nozioni sterili come fosse un imbuto. Montaigne si innalza contro il principio di autorità, asserendo che il bambino deve comportarsi come le api che lavorano il miele, ossia apprendendo gli insegnamenti e facendoli propri, trasformandoli fino a modellare un proprio pensiero peculiare. Il precettore dovrà quindi non solo leggere e spiegare, ma anche far esercitare il discepolo nel formulare un proprio giudizio sugli argomenti e le situazioni più disparate, perché conoscere a memoria non equivale a sapere. È ripetizione, non c'è movimento e Montaigne è contro la memoria libresca. Il fanciullo deve diventare autonomo, libero, in grado di decidere da sé, senza che gli venga semplificata la strada perché sono proprio le difficoltà, i dolori della vita a formare la sua futura indole elastica. Lo strumento del precettore deve essere la moderazione e non la forza, inoltre bisogna viaggiare, vedere cose nuove e non legarci troppo ai nostri costumi, altrimenti rischiamo di cadere nella trappola del pregiudizio. Nell'Educazione, Montaigne aborrisce i castighi e la costrizione in tutte le sue varie forme. Il metodo seguito nell'esposizione, che tende a toccare più temi contemporaneamente, rende talvolta laborioso seguire la linea di sviluppo del suo pensiero.

### L'Amicizia

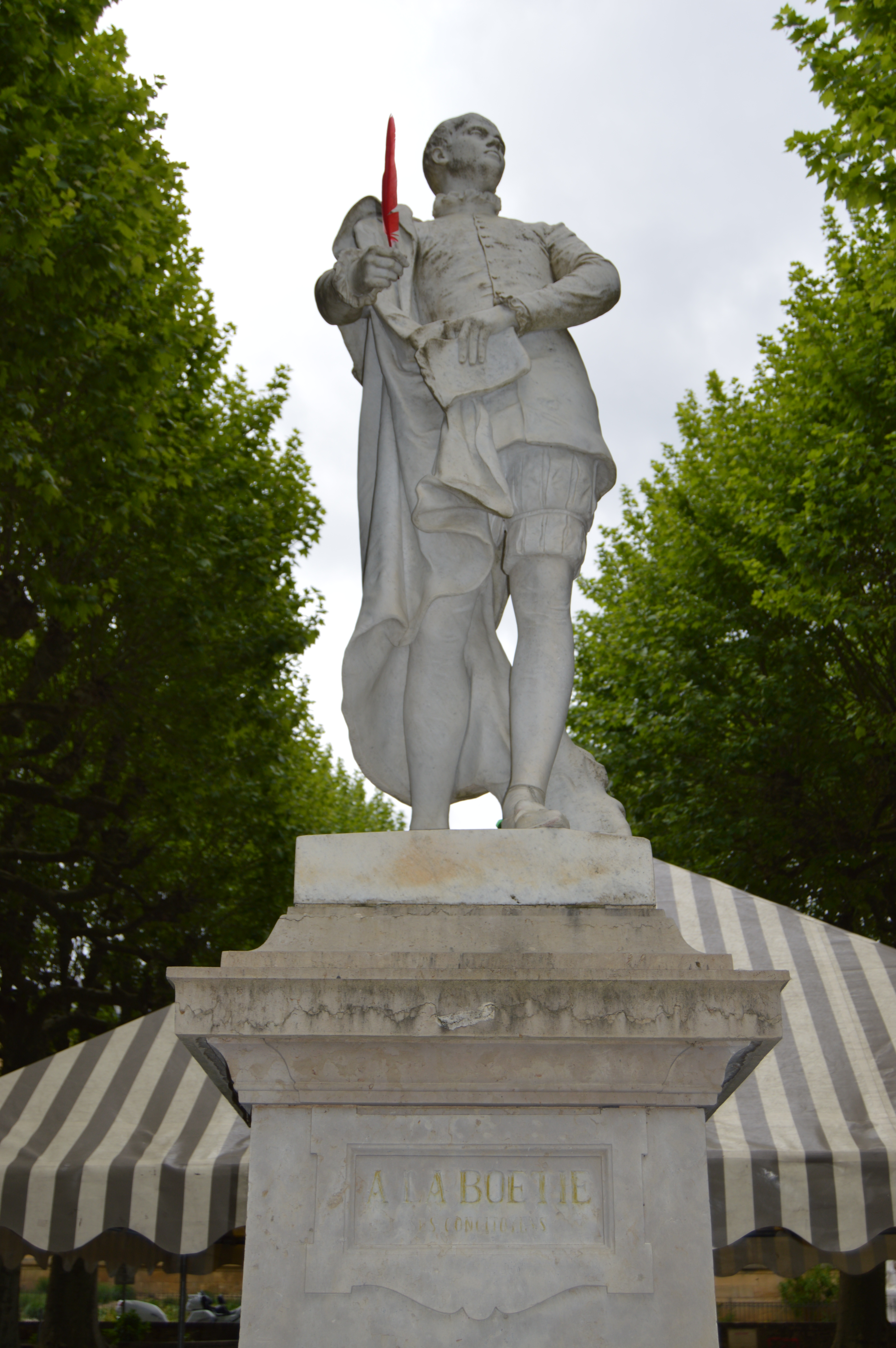
Statua d'Étienne de la Boétie, a Sarlat-la-Canéda (Dordogne, France)

Nel libro primo dei Saggi, capitolo ventottesimo, Montaigne tratta il tema dell'amicizia. Sono due le fonti principali:
1) L'Etica Nicomachea di Aristotele, ottavo libro;
2) Cicerone ed il suo testo Laelius de amicitia.
Montaigne parla dell'amico Étienne de La Boétie, filosofo francese, più precisamente della sua morte che gli arrecò grande sofferenza. Estrapola alcuni insegnamenti dall'Etica Nicomachea, ove lo Stagirita comunica ai suoi allievi che l'amicizia è una virtù, ed è necessaria alla vita. Difatti, nessuno sceglierebbe di vivere senza amici, inoltre non esiste l'amicizia fra persone che non hanno buon animo ma solo fra virtuosi. Anche le città sono legate da un rapporto di amicizia, l'amicizia è il cemento della comunità ed è prioritaria anche rispetto alla giustizia.
Cicerone, parlando dell'amicizia, sostiene che non bisogna stancarsi delle vecchie amicizie come se fossero cose. L'amicizia deve essere longeva, un legame che dura da tempo è già sintomo di qualità, di garanzia; l'amicizia deve essere tutelata, protetta e allevata. Il vero amico è un altro te stesso, Montaigne dichiara che La Boétie era una parte di sé, a dimostrazione che l'amicizia è una coincidenza di 2 in 1 e che dobbiamo amare il nostro amico come amiamo noi stessi.
Montaigne cita un altro esempio, quello di Achille e Patroclo. Li esamina come amanti, dove Achille riveste il ruolo dell'amante, ovvero colui che si muove verso l'amato, ma nell'amicizia questo non succede poiché non c'è alcuna posizione di privilegio. Inoltre, il filosofo afferma che l'amicizia non può essere numerosa, l'amicizia perfetta è solo una ed è indivisibile.
All'interno del libro, vengono analizzati anche altri legami tra persone basati su affinità di sentimenti. Quanto alla relazione padre-figlio, essa ruota intorno al rispetto dei secondi verso i primi, e dunque comporta dei limiti: ad esempio, i padri non possono comunicare tutti i loro pensieri ai figli, né i figli possono rimproverare o correggere i padri, come invece un amico può fare. In aggiunta, padre e figlio possono sviluppare caratteri distinti che rendono impossibile quell'intima comunione che caratterizza la vera amicizia. Montaigne prende poi in considerazione il legame erotico-affettivo, che può instaurarsi tra un uomo e una donna. Anche in questo caso, non è possibile parlare di amicizia, perché l'amore è un sentimento irragionevole, mutevole, incerto, scandito da un continuo alternarsi di grande passione a raffreddamento. L'amicizia è invece contrassegnata dalla costanza, dalla stabilità, inoltre l'amore affonda le proprie radici nei piaceri della carne, mentre l'amicizia ha una natura spirituale che la preserva dalla discontinuità.

### Relativismo etico-culturale in Montaigne

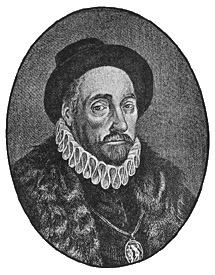
Michel de Montaigne

Nel libro primo dei Saggi, capitolo ventunesimo, Montaigne descrive il tema della diversità e dei selvaggi che anticipa per certi versi la sensibilità relativistica.
Tutto è relativo agli usi e ai costumi. Ad esempio Pirro, re dell'Epiro, come tutti i greci considerava i romani dei barbari ma dovette ricredersi quando vide lo schieramento del loro esercito. Il filosofo francese vuole dimostrare che non bisogna accettare per vero ciò che proviene dai corridoi, infatti noi chiamiamo barbaro ciò che non appartiene alla nostra cultura, alla nostra morale, il diverso. Egli parla del Nuovo Mondo e degli indiani di America, ai suoi tempi considerati esseri inferiori e “oggetti” fra le mani di spagnoli e portoghesi. L'eco che arriva in Europa di queste conquiste stimola la nascita di due partiti, coloro che consideravano questi abitanti creature di Dio e coloro che invece li vedevano semplicemente come schiavi e creature da sfruttare. Per Montaigne, i veri barbari sono gli europei che non si possono giustificare, perché mettendo sulla bilancia la durezza della loro vita rispetto a quella degli indiani di America, il confronto non regge. Gli europei sono corrotti e stanno vivendo un periodo di profonda crisi morale, come dimostrato anche dalle guerre di religione che in quegli anni insanguinavano l'intero territorio europeo. Montaigne, dunque, condanna gli aspetti negativi del Vecchio Mondo a favore del Nuovo Mondo. Più che chiamare specifici popoli “selvaggi”, dovremmo denominarli “selvatici”, perché sono cresciuti secondo la dimensione più sincera della natura e sono quindi puri. Loro vivono facendo a meno di tutto ciò che secondo noi ci rende colti, rivelandosi comunque superiori agli europei poiché non conoscono l'invidia, l'avarizia ecc. Montaigne descrive l'America come un Paradiso terrestre dove nessuno si ammala, quella dei selvatici è infatti una vita semplice, sana e, malgrado essi mangino i loro nemici, non saranno mai selvaggi al pari dei portoghesi poiché gli indiani non hanno conosciuto la civiltà, i portoghesi sì ma ne fanno un utilizzo pessimo, è molto più barbarico torturare un corpo vivo come fanno gli europei piuttosto che praticare il cannibalismo.
Montaigne inaugura così un nuovo modo di guardare e pensare i costumi e le istituzioni di popoli lontani, che devono essere studiati con lo sguardo di chi cerca di comprendere e non di giudicare. «Ora mi sembra, per tornare al mio discorso, che in quel popolo non vi sia nulla di barbaro e di selvaggio, a quanto me ne hanno riferito, se non che ognuno chiama barbarie quello che non è nei suoi usi; sembra infatti che noi non abbiamo altro punto di riferimento per la verità e la ragione che l'esempio e l'idea delle opinioni e degli usi del paese in cui siamo. Ivi è sempre la perfetta religione, il perfetto governo, l'uso perfetto e compiuto di ogni cosa. Essi sono selvaggi allo stesso modo che noi chiamiamo selvatici i frutti che la natura ha prodotto da sé nel suo naturale sviluppo: laddove, in verità, sono quelli che col nostro artificio abbiamo alterati e distorti dall'ordine generale che dovremmo piuttosto chiamare selvatici. In quelli sono vive e vigorose le vere e più utili e più naturali virtù e proprietà, che invece noi abbiamo imbastardite in questi, soltanto per adattarle al piacere del nostro gusto corrotto […] . Quei popoli dunque mi sembrano barbari in quanto sono stati in scarsa misura modellati dallo spirito umano, e sono ancora molto vicini alla loro semplicità originaria […] . Possiamo dunque ben chiamarli barbari, se li giudichiamo secondo le regole della ragione, ma non confrontandoli con noi stessi, che li superiamo in ogni sorta di barbarie».
Dunque in un panorama caratterizzato dal prevalere di atteggiamenti eurocentrici, Montaigne esalta l'infinita varietà riscontrabile fra i popoli, in cui diversità non è sinonimo di inferiorità. Anticipa così l'interculturalismo che, infatti, tende a ribadire la specificità culturale di ogni popolo attraverso un progetto di integrazione del diverso negli usi e nei costumi del paese d'accoglienza.

### Religione in Montaigne
Montaigne è stato più volte erroneamente additato come calvinista, poiché afferma che il rapporto fra credente ed Altissimo deve essere diretto ed intimo.
La sua riflessione religiosa è peculiare. Non crede nelle eccessive certezze che portano al fanatismo e alla violenza, dichiarando che dobbiamo avere il cuore puro quando preghiamo. Difatti, spesso imploriamo Dio erroneamente, anche per cause ingiuste e improprie. Dio è sì generoso, ma prima di tutto è giusto, perché la giustizia viene sempre prima di qualunque altra cosa.
Inoltre, secondo il filosofo, è meglio mostrarsi per quello che si è piuttosto che apparire benevoli in pubblico e compiere poi atti ipocriti e peccaminosi in privato. Egli dipinge un'epoca di crisi in cui la religione viene usata come strumento. La religione non può essere affrontata a cuor leggero, è una “disciplina” da esaminare con i guanti. La cristianità è decaduta perché l'uomo ha permesso che si parlasse ovunque di religione, nell'Antica Grecia ciò non accadeva perché era l'Oracolo di Delfi a trattare di queste tematiche. Anche i musulmani proibiscono l'uso del nome di Dio nei discorsi comuni. Esiste una sacralità che va rispettata, quando invochiamo Dio dobbiamo farlo con serietà e spirito religioso.

### Altri temi trattati
Tra i temi trattati di maggior interesse ci sono anche la virtù, il dolore, la morte.
Ogni problema viene analizzato con grande acume ed introspezione. Ad esempio, Montaigne si pone domande sulla morte e sul modo migliore di prepararsi ad essa. La morte non è improvvisa, arriva gradualmente, sottrae energie e funzioni intellettive giorno dopo giorno. Ci riduce, ed in questo la natura è pietosa. Illustra poi il suo metodo per affrontare il dolore della malattia, ed afferma l'esigenza di un sistema educativo che privilegi l'intelligenza e non la memoria - sapere a memoria non significa sapere - presupponendo la formazione di un uomo di sano giudizio, dotato di spirito critico che gli permetta di reagire adeguatamente in tutte le circostanze. Inoltre, ammira gli indigeni americani per la loro lealtà e semplicità di costumi, ed analizza la vera e la falsa amicizia affidandosi all'esperienza umana più che alle teorie astratte.
Numerosi lettori rimasero considerevolmente affascinati dall'autoritratto dell'autore che il libro traccia. Montaigne non rifugge dal descriversi pieno di paradossi e di contraddizioni. I Saggi rappresentano il primo autoritratto della letteratura europea ed hanno avuto un influsso decisivo su scrittori, letterati e filosofi successivi come Blaise Pascal, Jean-Jacques Rousseau e Marcel Proust.
Da un punto di vista strettamente filosofico, si può osservare che il pensiero di Montaigne resta troppo sfumato per poter rientrare in un sistema filosoficamente rigido, ed è passato da una fase stoica (1572-1573) ad una scettica nel 1576, prima di raggiungere una posizione autonoma. Per l'esistenza e la natura di Dio, si affida alla rivelazione, essendo la fede cattolica l'unica risposta possibile al dubbio, che considera un incentivo che mantiene il giudizio sempre attento ed ancestralmente vivido.

## Eredi di Montaigne
Nella storia della filosofia, i principali eredi dell'opera di Montaigne sono Rousseau, Pascal, Ralph Waldo Emerson, Friedrich Nietzsche, Emil Cioran ed Edgar Morin.

## Traduzioni italiane
- Saggi, Testo francese a fronte, a cura di Fausta Garavini e André Tournon, Milano, Bompiani, 2012.
- Apologia di Raymond Sebond, testo francese a fronte, Milano, Bompiani, 2004.
- La torre di Montaigne. Le sentenze iscritte sulle travi della biblioteca, testo originale a fronte, Milano, La Vita Felice, 2012.
- Lettere, testo originale a fronte, Milano, Mondadori Education, 2010.
- Viaggio in Italia, Milano, BUR Rizzoli, 2003.
- Del costume e del non cambiare facilmente una legge ricevuta, in Saggi, Mondadori, Milano, 1986 (1580)